# Даутфеталь
Даутфеталь (нім. Dautphetal) — громада в Німеччині, знаходиться в землі Гессен. Підпорядковується адміністративному округу Гіссен. Входить до складу району Марбург-Біденкопф.
Площа — 72,03 км2. Населення становить 11 371 ос. (станом на 31 грудня 2020).

## Місцевості
- Даутфе (нім. Dautphe)